# Caecina Mavortius Basilius Decius
Caecina Mavortius Basilius Decius war ein spätantiker römischer Politiker zum Ende des 5. und Beginn des 6. Jahrhunderts n. Chr. 
Decius entstammte der einflussreichen senatorischen Familie der Decier. Sein Vater war vermutlich Caecina Decius Basilius, Konsul von 463. Seine Brüder waren Decius Marius Venantius Basilius, Konsul von 484, und Caecina Decius Maximus Basilius, Konsul von 480. Sein Sohn war wahrscheinlich Vettius Agorius Basilius Mavortius.
Vor seinem Konsulat im Jahr 486 war Decius Stadtpräfekt von Rom und Prätorianerpräfekt von Italien, wobei die genauen Zeitpunkte dieser Ämter nicht mehr eindeutig festgestellt werden können. Zudem war er Patricius.
Decius’ bedeutendster Beitrag war die Leitung, wahrscheinlich unter seiner Prätorianerpräfektur, eines umfangreichen Entwässerungsprojekts an den Pontischen Sümpfen unter Theoderich. Eine Inschrift beschreibt, wie Theoderich die Via Appia zwischen Tripontio und Tarracina instand setzen ließ, wobei Decius die Kanäle der Sümpfe reparieren oder erweitern ließ, um das Wasser ins Meer zu leiten.
Im Jahr 510/511 war Decius Mitglied einer Kommission von fünf Senatoren, die ernannt wurde, um den Stadtpräfekten Argolicus bei einem Prozess wegen Magie gegen die Senatoren Basilius und Praetextatus zu unterstützen. Theoderich wies Argolicus an, die Anklagen gegen Basilius und Praetextatus sorgfältig zu prüfen, um die Wahrheit ans Licht zu bringen.